# Verschollen zwischen fremden Welten
Verschollen zwischen fremden Welten (Originaltitel: Lost in Space) ist eine US-amerikanische Science-Fiction-Fernsehserie der späten 1960er-Jahre, welche auf der Comic-Heft-Reihe Space Family Robinson aus dem Jahr 1962 und indirekt auf dem Kinderbuch Der Schweizerische Robinson von Johann David Wyss basiert.

## Handlung
Im Jahre 1997 wird die Familie Robinson ausgewählt, von einer überbevölkerten Erde zu einer Weltraum-Mission aufzubrechen. Ihre Aufgabe ist es, einen Planeten im Alpha-Centauri-System für eine Besiedlung durch die Menschheit vorzubereiten. Als deren Raumschiff Jupiter II von einem als blinder Passagier mitgereisten Agenten (Dr. Zachary Smith) sabotiert wird, finden sich die Robinsons jedoch zunächst auf einem ganz anderen unwirtlichen Planeten tief im unerforschten Weltraum wieder.
Nun beginnt eine Irrfahrt durchs Weltall von einem Planeten zum nächsten. Alle Versuche, auf einem der gefundenen Planeten heimisch zu werden oder Alpha Centauri wiederzufinden, werden jedoch von Dr. Smith immer wieder hintertrieben. Dessen einziges Ziel ist es, zur Erde zurückzukehren.
Häufig kapseln sich Dr. Smith und Will von dem Rest der Mannschaft ab und treffen auf Monster oder deren außerirdische Besitzer. Auch kommen Zeitreisen vor. Bei Gefahr versteckt sich Dr. Smith meist hinter dem kleineren Will. Eine wichtige Rolle spielt auch der namenlose, sprechende Roboter der Besatzung, der mit menschlichen Zügen dargestellt wird.
Jede Folge verfügt über einen eigenen Handlungsstrang und neue Monster. Zwischenzeitlich gelangt die Besatzung oder einzelne Mitglieder mehrfach in die Nähe oder gar auf die Erde, jedoch nicht auf Dauer. Auch in der letzten Folge der Serie verbleibt die Mannschaft im All.
Besonders auffallend sind die äußerst korrekte und theatralische Aussprache sowie die Aktionen Smiths.

## Ausstrahlung
1965 bis 1968 wurden in den USA insgesamt drei Staffeln ausgestrahlt, die erste Staffel wurde noch in Schwarzweiß gedreht.
1992 sendete der Kabelkanal (heute: Kabel eins) als deutsche Erstaufführung 17 synchronisierte Folgen. Ein Jahr später wiederholte ProSieben diese 17 Folgen und zeigte zusätzlich noch 37 neue, sodass sämtliche Farbfolgen in Deutschland zu sehen waren.

## Neuauflagen
Verschollen zwischen fremden Welten erhielt 1998 eine Kinoadaption, welche die Handlung der Serie in das Jahr 2058 verlegte. Einige der Schauspieler der Serie traten in kurzen Rollen auf, etwa June Lockhart, Mark Goddard, sowie Marta Kristen und Angela Cartwright.
Im Jahre 2004 produzierte Fox Studios in Zusammenarbeit mit Synthesis einen Pilotfilm zu einer Neuauflage der Serie Lost In Space, der erstmals am 9. April 2004 auf The WB gesendet wurde. Für den The Robinsons: Lost in Space genannten Film wurde John Woo als Produzent engagiert, doch die Serie wurde von The WB nicht für die Herbstsaison 2004 ausgewählt. 
Die Spezialeffekte wurden von dem Unternehmen Zoic produziert, die auch für diverse andere Fernsehserien verantwortlich zeichnen, darunter Buffy, Firefly und die Neuauflage von Kampfstern Galactica. Die Sets für das Raumschiff der Robinsons wurden später von Universal gekauft und in einer Battlestar-Galactica-Episode verwendet. 
Brad Johnson spielte die Rolle des John Robinson, Jayne Brook verkörperte Maureen Robinson. Mike Erwin (Don West), Adrianne Palicki (Judy Robinson), Ryan Malgarini (Will Robinson) und die deutsche Schauspielerin Vanessa Eichholz (Newscaster) waren weitere Darsteller.
2016 kündigte Netflix ein Reboot der Serie an, das am 13. April 2018 unter dem Titel Lost in Space – Verschollen zwischen fremden Welten veröffentlicht wurde.

## Hintergrund
- Lost in Space ist eine in der Zukunft angesiedelte Version des Kinderbuches Der Schweizerische Robinson (englischer Titel:  Swiss Family Robinson) von Johann David Wyss, Erstausgabe 1812.

## Comics

### Gold Key
Bereits im Dezember 1962 erschien das erste Heft der Comic-Serie Space Family Robinson, später Lost In Space im US-Comic-Verlag Gold Key. Die Serie umfasst die Nummern 1 bis 59 und lief mit Unterbrechungen bis Mai 1982. Es existieren Storys für die Nummern 60 und 61, die jedoch (noch) nicht veröffentlicht wurden. 
Einzelne Storys mit dem Titel Space Family Robinson erschienen in der US-Comic-Serie March Of Comics mit den Nummern 320, 328, 352, 404 und 414.

### Bildschriftenverlag
Als Astronautenfamilie Robinson erschien die Serie von Dezember 1966 bis Februar 1970 (Nummern 1–17) im Bildschriftenverlag auch in Deutschland. Zeichner war Dan Spiegle.

### Innovation
Von 1991 bis 1994 veröffentlichte der US-Verlag Innovation Publishing die Serie Lost In Space mit neuen Storys; folgende Ausgaben sind erschienen:  
Lost in Space Nr. 1–12 (Aug. 1991 bis Jan. 1993), 
Lost in Space: Voyage To The Bottom Of The Soul Nr. 13–18 (Aug. 1993–1994).
Ursprünglich als limitierte Serie für 12 Ausgaben vorgesehen, wurde sie aber mit der sechsten Ausgabe eingestellt. Von der Nr. 13 erschienen zwei Varianten: „Silver Logo Edition“ sowie „Gold Logo“ eingeschweißt mit Poster. 
Lost In Space Annual Nr. 1 (1991), Nr. 2 (1992), 
Lost in Space: Project Robinson (Nov. 1993).

### Dark Horse
Bei Dark Horse Comics erschien von April bis Juli 1998 eine Comic-Film-Adaption des Kinofilms von 1998 in drei Ausgaben mit gleichem Titel Lost In Space. Später erschien ein Trade Paperback (TPB) mit diesen drei Comics.